# Из Африки
«Из Африки» (англ. Out of Africa) — американский кинофильм режиссёра Сидни Поллака, вышедший на экраны в 1985 году. Фильм основан на автобиографической книге датской писательницы Карен Бликсен, работавшей под псевдонимом Исак Динесен, а также на биографических книгах Джудит Турман Isak Dinesen: The Life of a Story Teller и Эррол Тжебински Silence Will Speak. Картина была удостоена ряда наград, в том числе премий «Оскар» за лучший фильм, лучшую режиссуру и лучший сценарий.

## Сюжет
События книги и фильма происходят в 1914—1931 годах в Кении (Британская Восточная Африка) и рассказаны от лица датской баронессы Карен фон Бликсен-Финеке. Фильм начинается в Дании, где постаревшая баронесса (Мерил Стрип) вспоминает годы, проведённые в Африке. Главный мужской персонаж фильма — Деннис Финч Хаттон (Роберт Редфорд) — местный охотник, которого она встречает в Африке, когда пытается основать там ферму вместе со своим мужем, бароном Брором фон Бликсен-Финеке (Клаус Мария Брандауэр). Барон, испытывающий финансовые трудности, в результате покупает вместо фермы кофейную плантацию, однако предпочитает заниматься охотой, а не её благоустройством. Карен заражается от него сифилисом и вынуждена вернуться в Данию на лечение. После её возвращения в Африку между ней и Деннисом быстро развивается роман. После нескольких попыток превратить его в длительные отношения Карен понимает, что Денниса невозможно переделать. Карен живёт в европейской обстановке и открывает школу для обучения туземцев (кикуйю) английскому языку, а Деннис предпочитает жизнь среди природы и туземцев таких, какие они есть. В конце концов он погибает в авиакатастрофе, и на похоронах, вместо того, чтобы бросить в могилу горсть земли, Карен отходит от других европейцев и приглаживает себе волосы, как это делают масаи. После того как плантация погибает при пожаре, Карен вынуждена возвратиться в Данию, где становится писательницей и в 1934 году выпускает первый сборник рассказов под псевдонимом.

## В ролях
| Актёр                 | Роль         |
| --------------------- | ------------ |
| Мерил Стрип           | Карен        |
| Роберт Редфорд        | Деннис       |
| Клаус Мария Брандауэр | Брор         |
| Майкл Китчен          | Беркли       |
| Малик Боуэнс          | Фара         |
| Джозеф Тиака          | Каманте      |
| Сюзанна Гамильтон     | Фелисити     |
| Рэйчел Кемпсон        | леди Белфилд |
| Иман Абдулмаджид      | Мариаммо     |

## Награды и номинации

### Награды
- 1985 — премия Национального совета кинокритиков США лучшему актёру второго плана (Клаус Мария Брандауэр)
- 1986 — семь премий «Оскар»: лучший фильм (Сидни Поллак), лучший режиссёр (Сидни Поллак), лучший сценарий (Курт Людтке[англ.]), лучшая операторская работа (Дэвид Уоткин), лучшая оригинальная музыка (Джон Барри), лучшая работа художников-постановщиков (Стивен Б. Граймс[англ.], Джози Макавин[англ.]), лучший звук (Крис Дженкинс[англ.], Гэри Александр[англ.], Ларри Стенсволд[англ.], Питер Хэндфорд[англ.])
- 1986 — три премии «Золотой Глобус»: лучший фильм — драма, лучшая оригинальная музыка (Джон Барри), лучший актёр второго плана (Клаус Мария Брандауэр)
- 1986 — две премии «Давид ди Донателло»: лучший зарубежный фильм (Сидни Поллак), лучшая зарубежная актриса (Мерил Стрип)
- 1987 — три премии BAFTA: лучший адаптированный сценарий (Курт Людтке), лучшая операторская работа (Дэвид Уоткин), лучший звук (Крис Дженкинс, Питер Хэндфорд, Том Маккарти-младший[англ.])[2]

### Номинации
- 1986 — четыре номинации на премию «Оскар»: лучшая актриса (Мерил Стрип), лучший актёр второго плана (Клаус Мария Брандауэр), лучший дизайн костюмов (Милена Канонеро), лучший монтаж (Фредрик Стейнкамп[англ.], Уильям Стейнкамп[англ.], Пемброук Херринг[англ.], Шелдон Кан[англ.])
- 1986 — номинация на премию Гильдии режиссёров США за лучшую режиссуру — Художественный фильм (Сидни Поллак)
- 1986 — три номинации на премию «Золотой Глобус»: лучший режиссёр (Сидни Поллак), лучший сценарий (Курт Людтке), лучшая женская роль — драма (Мерил Стрип)
- 1986 — номинация на премию Гильдии сценаристов США за лучший адаптированный сценарий (Курт Людтке)
- 1987 — номинация на премию Японской киноакадемии за лучший фильм на иностранном языке
- 1987 — четыре номинации на премию BAFTA: лучшая актриса (Мерил Стрип), лучший актёр второго плана (Клаус Мария Брандауэр), лучший дизайн костюмов (Милена Канонеро), лучшая музыка (Джон Барри)
- 1987 — номинация на премию «Сезар» за лучший зарубежный фильм (Сидни Поллак)[2]